# Forêts sèches de l'Andrefana
Les Forêts sèches de l'Andrefana sont un ensemble de Parcs nationaux et de réserves à Madagascar. Ce sont de hautes terres découpées en pic de calcaire qui abritent un millier d'espèces végétales et 230 animales endémiques précieuses et menacées, vieilles pour certaines de 54 millions d'années, considérées comme ayant le plus d'espèces de primates différentes d'Afrique. Les Forêts sèches de l'Andrefana comportent 4 parcs nationaux, Ankarafantsika, Mikea, Tsingy de Bemaraha et Tsimanampesotse, ainsi que 2 réserves spéciales, Analamerana et Ankarana. De plus, c'est un point de convergence de différents écosystèmes (forêt congolaise, forêt basse-guinéenne et savane) . Le long isolement de Madagascar a contribué au développement de ce laboratoire naturel de l'évolution. Le climat subaride varie autour des 25 degrés Celsius, mais va pour s'intensifier ces prochaines années.

## Histoire
Les Forêts sèches de l’Andrefana résultent d’un processus complexe marqué par des fluctuations climatiques. Lors des périodes arides, elles se sont contractées, tandis qu’elles ont progressé durant les phases plus humides, leur évolution étant fortement influencée par la topographie et le réseau hydrographique. Les zones de forte endémicité, où se concentrent de nombreuses espèces uniques, correspondent aux espaces situés entre les grands fleuves prenant naissance sur les sommets les plus élevés de Madagascar. Sur le versant occidental, ces régions ont servi de refuges, conservant des portions du réseau hydrique et permettant ainsi à certaines populations animales et végétales de subsister en isolement lors des épisodes de sécheresse.

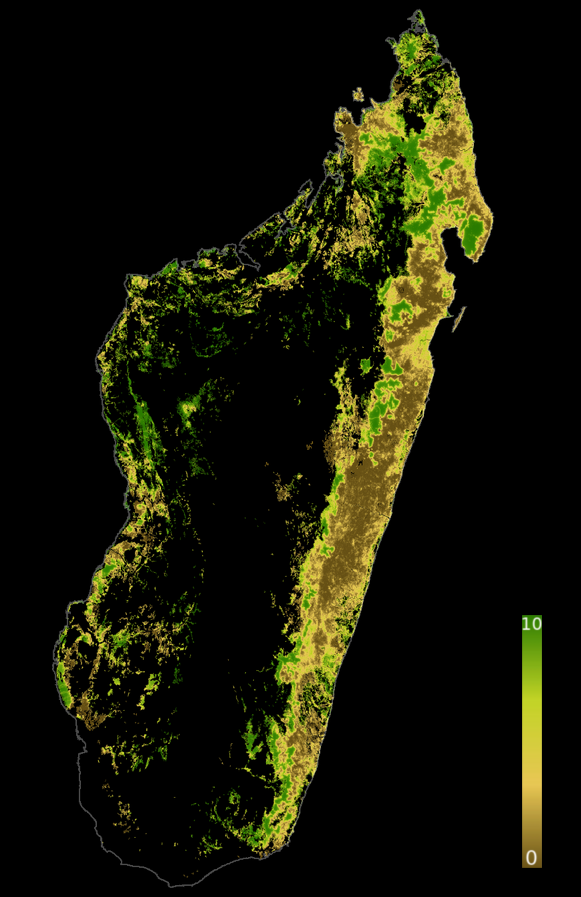
Carte de Madagascar, degrés de modification anthropique de 0 (=pas) à 10 (=beaucoup)

## Politique
Ce site de plus de 700 000 hectares est le troisième à rentrer dans la liste des sites naturels inscrits au patrimoine mondial de l'UNESCO en 1990. Cela signifie qu'il est placé sous la plus haute protection patrimoniale mondiale, et que les dirigeants.es de l'île obtiennent une aide financières internationale précieuse pour sa protection. La forêt se situe dans une des zones la plus peuplée et la plus pauvre de l'île. C'est une région principalement agricole dont les récoltes sont impactée d'octobre à avril pour cause de réchauffement climatique. Ce phénomène s'intensifie depuis une décennie, le fleuve Menarandra à sec plusieurs mois d'affilé empêche la population de s'alimenter. L'Organisation des Nations Unies parle même d' « insécurité alimentaire élevée » : seulement 1/4 de la population mange plus d'un repas par jour.  « La sécheresse a entraîné l’augmentation de la “violence à l’égard des femmes” et “les vols de bétail”, accroissant encore ainsi l’insécurité alimentaire », révèle Joanna de Berry, chargée du suivi de la situation à Madagascar au sein de la Banque mondiale. Par conséquent, c'est un cercle vicieux.

## Patrimoine mondial
Sous la dénomination « forêts sèches de l'Andrefana », six zones protégées de Madagascar forment un bien du patrimoine mondial. Le bien est inscrit en 1990 et ne comprend à cette date que la réserve naturelle intégrale du Tsingy de Bemaraha ; il est est étendu en 2023 à cinq autres zones.
Le tableau suivant récapitule les différentes zones inscrites.
| N°         | Site                                              | Région           | Superficie (ha) | Zone tampon (ha) | Coordonnées                  | Illus. |
| ---------- | ------------------------------------------------- | ---------------- | --------------- | ---------------- | ---------------------------- | ------ |
| 494bis-001 | Réserve spéciale d'Analamerana                    | Diana            | 34 700          | 78 343           | 12° 47′ 02″ S, 49° 28′ 48″ E |        |
| 494bis-002 | Réserve spéciale d'Ankarana                       | Diana            | 18 225          | 78 343           | 12° 54′ 08″ S, 49° 08′ 14″ E |        |
| 494bis-003 | Parc national d'Ankarafantsika                    | Boeny            | 136 513         | 72 267           | 16° 13′ 16″ S, 46° 56′ 30″ E |        |
| 494bis-004 | Réserve naturelle intégrale du Tsingy de Bemaraha | Melaky           | 157 710         |                  | 18° 39′ 42″ S, 44° 46′ 03″ E |        |
| 494bis-005 | Forêt des Mikea                                   | Atsimo-Andrefana | 184 630         | 443 127          | 22° 14′ 21″ S, 43° 26′ 46″ E |        |
| 494bis-006 | Parc national de Tsimanampetsotsa                 | Atsimo-Andrefana | 202 520         | 244 298          | 24° 23′ 06″ S, 43° 58′ 38″ E |        |